# Club de Gimnasia y Tiro
O Club de Gimnasia y Tiro, conhecido como Gimnasia y Tiro de Salta ou simplesmente  Gimnasia y Tiro, é um clube poliesportivo argentino, localizado na cidade de Salta, capital da província de Salta, na Argentina. Fundado em 29 de novembro de 1902 em Salta, com o nome de Club Atlético Salteño. Sua principal atividade é o futebol, seu time principal atualmente participa do Torneo Federal A, a terceira divisão do futebol argentino e a primeira divisão regionalizada para os clubes indiretamente afiliados à Associação do Futebol Argentino (AFA).
O clube manda seus jogos no estádio El Gigante del Norte, também chamado Monumental de la Vicente López, que tem capacidade para 25.000 espectadores. Foi inaugurado em 20 de abril de 1994 com uma partida preparatória da Seleção Argentina contra o Marrocos para a Copa do Mundo de 1994.
É um clube centenário e pioneiro da sua província, sendo considerado um dos clubes com maior infraestrutura do norte argentino. Com mais de 11.000 sócios, entre suas atividades, além do futebol, destacam-se o rúgbi, hóquei, beisebol, vôlei, basquete, tênis, natação, pelota, padel e handebol.
No âmbito do futebol, é a única equipe saltenha que jogou na primeira divisão do campeonato argentino, desde que os clubes indiretamente afiliados à AFA aderiram ao regime de acesso e rebaixamento, através da criação da liga Primera B Nacional. Participou das temporadas de 1993–94 e 1997–98. Além disso, o Gimnasia y Tiro também disputou a principal divisão do futebol argentino em outras duas ocasiões, em 1979 e 1981, no Campeonato Nacional ou Torneio Nacional, como ficou mais conhecido o certame no país.

## História

### Fundação
O Club de Gimnasia y Tiro da cidade de Salta foi fundado em 29 de novembro de 1902 no bar do "Grand Hotel" da cidade (na esquina das ruas España e Zuviría) com o nome de Club Atlético Salteño. Mais de 100 pessoas participaram do encontro constitutivo, entre elas as figuras mais proeminentes da sociedade salteña do início do século XX.

### Nome
Em 1904, os associados decidiram adotar a prática do tiro esportibo no clube, e desde então, o Club Atlético Salteño resolveu adotar o nome de Club de Gimnasia y Tiro.
| 1902 – 1904 | Club Atlético Salteño   |
| Desde 1904  | Club de Gimnasia y Tiro |

### Apelido
O clube é conhecido como Albos, por conta do branco que foi usado no seu primeiro uniforme, e por que durante muitos anos o branco foi predominante na camisa do Gimnasia y Tiro, com pouquíssimos detalhes (pescoço, punhos, escudo, ombros, etc) em celeste ou azul. O clube também é conhecido como "Millionarios" por causa de sua origem e por representar a classe social rica salteña.

## Estádio
| Apelido       | Gigante del Norte (em tradução livre: "Gigante do Norte")                    |
| Ruas (calles) | Rua Vicente López, as Avenidas Entre Ríos e Virrey Toledo e a Rua Leguizamón |
| Bairro        | San Martín                                                                   |
| Localidade    | Salta                                                                        |
| Departamento  | Capital                                                                      |
| Província     | Salta                                                                        |
| Inauguração   | 1973                                                                         |
| Capacidade    | 24 000                                                                       |

| 1902 – 1904   | 1902 – 1904                                               |
| ------------- | --------------------------------------------------------- |
| Ruas (calles) | Déan Funes, General Güemes, Zuviría e Santiago del Estero |
| Localidade    | Salta                                                     |
| Departamento  | Capital                                                   |
| Província     | Salta                                                     |

## Cronologia no Futebol Argentino
| Tipo de Afiliação      | Indireta                                                   |
| Liga de Origem         | Liga Salteña de Fútbol                                     |
| Torneios Não Regulares |                                                            |
| Ano                    | 1979                                                       |
| Competição             | Campeonato Nacional da Primera División – Primeira Divisão |
| Organizador            | Associação do Futebol Argentino                            |
| Torneios Regulares     |                                                            |
| Temporada              | 1992–93                                                    |
| Competição             | Primera Nacional B – Segunda Divisão                       |
| Organizador            | Associação do Futebol Argentino                            |

| Divisão                     | Competição                      | Período                                                     | Associação |
| --------------------------- | ------------------------------- | ----------------------------------------------------------- | ---------- |
| Primeira Divisão            | Campeonato Nacional             | 1979, 1981                                                  | AFA        |
| Primeira Divisão            | Primera División                | 1993–94, 1997–98                                            | AFA        |
| Segunda Divisão             | Nacional B / B Nacional         | 1992–93, 1994–95 a 1996–97, 1998–99 a 1999–2000, desde 2024 | AFA        |
| Terceira Divisão            | Torneo Zonal Noroeste           | 1990, 1992                                                  | AFA        |
| Terceira Divisão (Interior) | Torneo del Interior             | 1987–88, 1989–90, 1990–91, 1991–92                          | CFFA       |
| Terceira Divisão (Interior) | Torneo Argentino A              | 2000–01 a 2004–05, 2011–12 a 2013–14                        | CFFA       |
| Terceira Divisão (Interior) | Torneo Federal A                | 2000–01 a 2018–19, 2021 a 2023                              |            |
| Terceira Divisão (Interior) | Torneo Regional Federal Amateur | 2019 a 2020–21                                              |            |
| Quarta Divisão (Interior)   | Torneo Argentino B              | 2005–06 a 2010–11                                           | CFFA       |

## Títulos
| NACIONAIS | NACIONAIS                         | NACIONAIS | NACIONAIS |
|           | Competição                        | Títulos   | Temporadas |
| --------- | --------------------------------- | --------- | --- |
|           | Campeonato Argentino - 3° Divisão | 3         | Torneo del Interior 1989-90, 1991-92 Torneo Federal A 2023                                                       |
|           | Campeonato Argentino - 4° Divisão | 2         | Torneo Argentino B 2010-11 Torneo Regional Federal Amateur 2020-21                                               |
| REGIONAIS |                                   |           | |
|           | Competição                        | Títulos   | Temporadas |
|           | Campeonato Saltenho - 1° Divisão  | 19        | 1937, 1939, 1942, 1943, 1945, 1947, 1948, 1950, 1951, 1952, 1958, 1960, 1977, 1980, 1984, 1989, 1990, 1998, 2008 |
|           | Copa Confraternidad               | 1         | 1991 |